# クリストファー・ヨスト
クリストファー・リー・ヨスト（Christopher Lee Yost, 1973年2月21日 - ）は、アメリカ合衆国の映画、アニメ、コミックの脚本家である。テレビアニメ『アベンジャーズ 地球最強のヒーロー』、コミックリリーズ『New X-Men』や『X-Force』、映画『マイティ・ソー/ダーク・ワールド』への参加で知られる。

## キャリア
2002年にマーベルコミックスの西海岸事務所にインターンした際にキャリアが始まる。彼の脚本がマーベルの幹部の目にとまり、テレビシリーズ『X-メン:エボリューション』の脚本家の1人として雇われた。2003年にヨストはクレイグ・カイルと共にマーベルの著名キャラクターであるウルヴァリンの女性クローンであるX-23が初登場するエピソードを執筆した。マーベル幹部はX-23を高評価し、テレビからコミックに逆輸入させ、ヨストとカイルはミニシリーズ『X-23: Innocence Lost』や『X-23: Target X』を執筆した。また『New X-Men』誌にも参加した。
『New X-Men』が46号で終了すると、ヨストとカイルは『X-Force』誌に移った。ヨストは他に、ミニシリーズ『Emperor Vulcan』、『X-Men: Kingbreaker』、クロスオーバーストーリー「War of Kings」を執筆した。さらにオースン・スコット・カードの小説『エンダーのゲーム』を原作としたコミック『Ender's Game: Battle School』も執筆した。
2012年からはスパイダーマン関係のコミックへ移り、『Scarlet Spider』、『Avenging Spider-Man』、『Superior Spider-Man Team-Up』へ参加した。
マーベル以外では、DCコミックスの『Red Robin』、イメージ・コミックの『Killer of Demons』への参加で知られる。
『X-メン:エボリューション』の他に参加したテレビアニメには『ミュータント タートルズ』、『Fantastic Four』、『アイアンマン ザ・アドベンチャーズ』、『アベンジャーズ 地球最強のヒーロー』がある。
2013年には共同脚本として参加した映画『マイティ・ソー/ダーク・ワールド』が公開された。

## フィルモグラフィ

### 映画
| 年   | 日本語題 原題                                                                  | クレジット | 備考       |
| ---- | ------------------------------------------------------------------------------ | ---------- | ---------- |
| 2008 | ネクスト・アベンジャーズ: 未来のヒーローたち Next Avengers: Heroes of Tomorrow | 脚本       | ビデオ映画 |
| 2009 | ウルヴァリン VS ハルク Hulk Vs                                                 | 脚本       | ビデオ映画 |
| 2013 | マイティ・ソー/ダーク・ワールド Thor: The Dark World                           | 脚本       |            |
| 2016 | マックス・スティール Max Steel                                                 | 脚本       |            |

### テレビシリーズ
| 年        | 日本語題 原題                                                            | クレジット         | 担当エピソード                                                                                               |
| --------- | ------------------------------------------------------------------------ | ------------------ | --- |
| 2003-2004 | X-メン:エボリューション X-Men: Evolution                                 | 脚本               | 第3シーズン第11話「X23」（原案: クレイグ・カイル、クレイグ・カイルと共同）                                   |
| 2003-2004 | X-メン:エボリューション X-Men: Evolution                                 | 脚本               | 第3シーズン第12話「Dark Horizon Part 1」（クレイグ・カイルと共同）                                           |
| 2003-2004 | X-メン:エボリューション X-Men: Evolution                                 | 脚本               | 第3シーズン第13話「Dark Horizon Part 2」（クレイグ・カイルと共同）                                           |
| 2003-2004 | X-メン:エボリューション X-Men: Evolution                                 | 脚本               | 第4シーズン第3話「Target X」（クレイグ・カイルと共同）                                                       |
| 2004-2005 | ザ・バットマン The Batman                                                | 脚本               | 第1シーズン第7話「The Big Heat」（J・D・マーレイと共同）                                                     |
| 2004-2005 | ザ・バットマン The Batman                                                | 脚本               | 第2シーズン第2話「Riddled」（J・D・マーレイと共同）                                                          |
| 2004-2005 | ザ・バットマン The Batman                                                | 脚本               | 第2シーズン第6話「The Pets」（J・D・マーレイと共同）                                                         |
| 2004-2005 | ザ・バットマン The Batman                                                | 脚本               | 第3シーズン第4話「RPM」（J・D・マーレイと共同）                                                              |
| 2005-2008 | ミュータント タートルズ Teenage Mutant Ninja Turtles                     | 脚本               | 第3シーズン第19話「Reality Check」                                                                           |
| 2005-2008 | ミュータント タートルズ Teenage Mutant Ninja Turtles                     | 脚本               | 第3シーズン第22話「The Real World Part 1」                                                                   |
| 2005-2008 | ミュータント タートルズ Teenage Mutant Ninja Turtles                     | 脚本               | 第3シーズン第25話「Exodus Part 1」                                                                           |
| 2005-2008 | ミュータント タートルズ Teenage Mutant Ninja Turtles                     | 脚本               | 第4シーズン第1話「Cousin Sid」                                                                               |
| 2005-2008 | ミュータント タートルズ Teenage Mutant Ninja Turtles                     | 脚本               | 第4シーズン第6話「Grudge Match」                                                                             |
| 2005-2008 | ミュータント タートルズ Teenage Mutant Ninja Turtles                     | 脚本               | 第4シーズン第9話「Aliens Among Us」                                                                          |
| 2005-2008 | ミュータント タートルズ Teenage Mutant Ninja Turtles                     | 脚本               | 第4シーズン第13話「Samurai Tourist」                                                                         |
| 2005-2008 | ミュータント タートルズ Teenage Mutant Ninja Turtles                     | 脚本               | 第4シーズン第17話「Outbreak」                                                                                |
| 2005-2008 | ミュータント タートルズ Teenage Mutant Ninja Turtles                     | 脚本               | 第4シーズン第20話「Return of Savanti Part 1」                                                                |
| 2005-2008 | ミュータント タートルズ Teenage Mutant Ninja Turtles                     | 脚本               | 第4シーズン第21話「Return of Savanti Part 2」                                                                |
| 2005-2008 | ミュータント タートルズ Teenage Mutant Ninja Turtles                     | 脚本               | 第4シーズン第24話「Good Genes Part 1」                                                                       |
| 2005-2008 | ミュータント タートルズ Teenage Mutant Ninja Turtles                     | 脚本               | 第4シーズン第25話「Good Genes Part 2」                                                                       |
| 2005-2008 | ミュータント タートルズ Teenage Mutant Ninja Turtles                     | 脚本               | 第5シーズン第1話「Lap of the Gods」                                                                          |
| 2005-2008 | ミュータント タートルズ Teenage Mutant Ninja Turtles                     | 脚本               | 第5シーズン第4話「More Worlds Than One」                                                                     |
| 2005-2008 | ミュータント タートルズ Teenage Mutant Ninja Turtles                     | 脚本               | 第5シーズン第7話「Membership Drive」                                                                         |
| 2005-2008 | ミュータント タートルズ Teenage Mutant Ninja Turtles                     | 脚本               | 第5シーズン第12話「Enter the Dragons Part 1」                                                                |
| 2005-2008 | ミュータント タートルズ Teenage Mutant Ninja Turtles                     | 脚本               | 第5シーズン第13話「Enter the Dragons Part 2」                                                                |
| 2006      | Legend of the Dragon                                                     | 脚本               | 第1シーズン第16話「Shell Game」                                                                              |
| 2006      | Alien Racers                                                             | 脚本               | 第1シーズン第18話「Skrash and Burn」                                                                         |
| 2006-2007 | Fantastic Four: World's Greatest Heroes                                  | 脚本               | 第1シーズン第3話「Doomsday」（原案: クレイグ・カイル）                                                       |
| 2006-2007 | Fantastic Four: World's Greatest Heroes                                  | 脚本               | 第1シーズン第12話「Annihilation」（原案: クレイグ・カイル）                                                  |
| 2006-2007 | Fantastic Four: World's Greatest Heroes                                  | 脚本               | 第1シーズン第18話「The Cure」（原案: クレイグ・カイル&ダン・スロット）                                       |
| 2006-2007 | Fantastic Four: World's Greatest Heroes                                  | 脚本               | 第1シーズン第26話「Scavenger Hunt」                                                                          |
| 2008-2009 | Wolverine and the X-Men                                                  | 脚本               | 第1シーズン第7話「Wolverine vs. Hulk」（原案: グレッグ・ジョンソン&クレイグ・カイル&クリストファー・ヨスト） |
| 2008-2009 | Wolverine and the X-Men                                                  | 脚本               | 第1シーズン第9話「Future X」（原案: グレッグ・ジョンソン&クレイグ・カイル）                                  |
| 2008-2009 | Wolverine and the X-Men                                                  | 脚本               | 第1シーズン第10話「Greetings From Genosha」（原案: グレッグ・ジョンソン&クレイグ・カイル）                   |
| 2008-2009 | Wolverine and the X-Men                                                  | 脚本               | 第1シーズン第12話「Excessive Force」（原案: グレッグ・ジョンソン&クレイグ・カイル&クリストファー・ヨスト）   |
| 2008-2009 | Wolverine and the X-Men                                                  | 脚本               | 第1シーズン第13話「Battle Lines」（原案: グレッグ・ジョンソン&クレイグ・カイル&クリストファー・ヨスト）      |
| 2008-2009 | Wolverine and the X-Men                                                  | 原案               | 第1シーズン第14話「Stolen Lives」（グレッグ・ジョンソン&クレイグ・カイルと共同）                             |
| 2008-2009 | Wolverine and the X-Men                                                  | 原案               | 第1シーズン第15話「Hunting Grounds」（グレッグ・ジョンソン&クレイグ・カイルと共同）                          |
| 2008-2009 | Wolverine and the X-Men                                                  | 原案               | 第1シーズン第16話「Badlands」（グレッグ・ジョンソン&クレイグ・カイルと共同）                                 |
| 2008-2009 | Wolverine and the X-Men                                                  | 脚本               | 第1シーズン第18話「Backlash」（原案: グレッグ・ジョンソン&クレイグ・カイル&クリストファー・ヨスト）          |
| 2008-2009 | Wolverine and the X-Men                                                  | 原案               | 第1シーズン第19話「Guardian Angel」（グレッグ・ジョンソン&クレイグ・カイルと共同）                           |
| 2009      | アイアンマン ザ・アドベンチャーズ Iron Man: Armored Adventures           | 脚本               | 第1シーズン第1話「Iron Forged in Fire Part 1」                                                               |
| 2009      | アイアンマン ザ・アドベンチャーズ Iron Man: Armored Adventures           | 脚本               | 第1シーズン第2話「Iron Forged in Fire Part 2」                                                               |
| 2009      | アイアンマン ザ・アドベンチャーズ Iron Man: Armored Adventures           | 脚本               | 第1シーズン第12話「Seeing Red」                                                                              |
| 2009      | アイアンマン ザ・アドベンチャーズ Iron Man: Armored Adventures           | 原案               | 第1シーズン第19話「Technovore」                                                                              |
| 2009      | アイアンマン ザ・アドベンチャーズ Iron Man: Armored Adventures           | 脚本               | 第1シーズン第25話「Tales of Suspense Part 1」                                                                |
| 2009      | アイアンマン ザ・アドベンチャーズ Iron Man: Armored Adventures           | 脚本               | 第1シーズン第26話「Tales of Suspense Part 2」                                                                |
| 2010-2012 | アベンジャーズ 地球最強のヒーロー The Avengers: Earth's Mightiest Heroes | 脚本               | 第1シーズン第5話「The Man in the Ant Hill」                                                                  |
| 2010-2012 | アベンジャーズ 地球最強のヒーロー The Avengers: Earth's Mightiest Heroes | 脚本               | 第1シーズン第6話「Breakout Part 1」                                                                          |
| 2010-2012 | アベンジャーズ 地球最強のヒーロー The Avengers: Earth's Mightiest Heroes | 脚本               | 第1シーズン第7話「Breakout Part 2」                                                                          |
| 2010-2012 | アベンジャーズ 地球最強のヒーロー The Avengers: Earth's Mightiest Heroes | 脚本               | 第1シーズン第14話「Masters of Evil」                                                                         |
| 2010-2012 | アベンジャーズ 地球最強のヒーロー The Avengers: Earth's Mightiest Heroes | 脚本               | 第1シーズン第25話「The Fall of Asgard」                                                                      |
| 2010-2012 | アベンジャーズ 地球最強のヒーロー The Avengers: Earth's Mightiest Heroes | 脚本               | 第1シーズン第26話「A Day Unlike Any Other」                                                                  |
| 2010-2012 | アベンジャーズ 地球最強のヒーロー The Avengers: Earth's Mightiest Heroes | 脚本               | 第2シーズン第1話「The Private War of Doctor Doom」                                                           |
| 2010-2012 | アベンジャーズ 地球最強のヒーロー The Avengers: Earth's Mightiest Heroes | 脚本               | 第2シーズン第11話「Infiltration」                                                                            |
| 2010-2012 | アベンジャーズ 地球最強のヒーロー The Avengers: Earth's Mightiest Heroes | 脚本               | 第2シーズン第12話「Secret Invasion」                                                                         |
| 2010-2012 | アベンジャーズ 地球最強のヒーロー The Avengers: Earth's Mightiest Heroes | 脚本               | 第2シーズン第13話「Along Came a Spider...」                                                                  |
| 2010-2012 | アベンジャーズ 地球最強のヒーロー The Avengers: Earth's Mightiest Heroes | 脚本               | 第2シーズン第17話「Ultron Unlimited」                                                                        |
| 2010-2012 | アベンジャーズ 地球最強のヒーロー The Avengers: Earth's Mightiest Heroes | 脚本               | 第2シーズン第19話「Emperor Stark」                                                                           |
| 2010-2012 | アベンジャーズ 地球最強のヒーロー The Avengers: Earth's Mightiest Heroes | 脚本               | 第2シーズン第23話「New Avengers」                                                                            |
| 2010-2012 | アベンジャーズ 地球最強のヒーロー The Avengers: Earth's Mightiest Heroes | 脚本               | 第2シーズン第24話「Operation Galactic Storm」                                                                |
| 2010-2012 | アベンジャーズ 地球最強のヒーロー The Avengers: Earth's Mightiest Heroes | 脚本               | 第2シーズン第25話「Live Kree or Die」                                                                        |
| 2010-2012 | アベンジャーズ 地球最強のヒーロー The Avengers: Earth's Mightiest Heroes | 脚本               | 第2シーズン第26話「Avengers Assemble」                                                                       |
| 2019      | マンダロリアン The Mandalorian                                           | 原案および共同脚本 | 第1シーズン第6話                                                                                             |

## ビブリオグラフィ
- マーベルコミックス
  - スパイダーマン
    - Spider-Man Unlimited Vol. 3 #9 (2005)
    - The Many Loves of The Amazing Spider-Man #1 (2010)
    - Fear Itself: Spider-Man #1-3 (2011)
    - Scarlet Spider #1-25 (2012-2013)
    - Avenging Spider-Man #15.1-22 (2013)
    - Superior Spider-Man Team-Up #1-2, 5以降 (2013)

  - X-23（英語版）
    - X-23: Innocence Lost #1-6 (2005) クレイグ・カイルと共同
    - X-23: Target X (2007) クレイグ・カイルと共同

  - X-フォース
    - X-Force #1-28 (2008-2010) クレイグ・カイルと共同
    - X-Force/Cable: Messiah War #1 (2009) クレイグ・カイルと共同
    - X-Force: Sex and Violence #1-3 (2010) クレイグ・カイルと共同

  - X-メン
    - X-Men Unlimited Vol. 2 #11 (2005)
    - New X-Men #20-46 (2006-2008) クレイグ・カイルと共同
    - X-Men: Emperor Vulcan #1-5 (2008)
    - X-Men Origins: Colossus #1 (2008)
    - X-Men: Divided We Stand #1 (2008)
    - X-Men: Worlds Apart #1-4 (2008-2009)
    - X-Men: Kingbreaker #1-4 (2008-2009) ダスティン・ウィーヴァーと共同
    - Dark X-Men: The Confession #1 (2009) クレイグ・カイルと共同
    - Psylocke #1-4 (2009-2010)
    - Nation X #1, 3 (2010)
    - X-Men: Second Coming #1-2 (2010)
    - X-Men: Second Coming – Revelations: Hellbound #1-3 (2010)
    - X-Men: To Serve and Protect #1-4 (2010-2011)
    - X-Men Giant Size #1 (2011)
    - X-Men #12-15 (2011)

  - その他
    - Wolverine: Killing Made Simple (2008)
    - Secret Invasion: Runaways/Young Avengers #1-3 (2008)
    - Runaways Vol. 3 #10 (2009) ジェームズ・アズマス（英語版）と共同
    - Marvel Assistant-Sized Spectacular #2 (2009)
    - Ender's Game: Battle School #1-5 (2009)
    - Ender's Game: Command School #1-5 (2009-2010)
    - Breaking Into Comics the Marvel Way! #1 (2010)
    - Avengers: Earth's Mightiest Heroes #1-4 (2010-2011)
    - Spider-Island: Avengers #1 (2011)
    - Battle Scars #1-6 (2011)
    - Point One #1 (2011)
    - Avengers Prelude #1-4 (2012)  エリック・ピエアソンと共同
    - Marvel Universe Avengers: Earth's Mightiest Heroes #1-7 (2012)
    - AvsX #3 (2012)
    - A+X #7 (2013)

- DCコミックス
  - Batman: Battle for the Cowl - The Underground #1 (2009)
  - Red Robin #1 - 12 (2009-2010)
  - Titans #16 (2009)
  - Batman: Streets of Gotham #5-6 (2009)

- イメージ・コミック
  - Killer of Demons #1-3 (2009)